# 靜力平衡

不穩定平衡（unstable equilibrium）

穩定平衡（stable equilibrium）

中性平衡（neutral equilibrium）

一個物體或系統，若受到多力作用，若這些力的合力為零，對任一點之合力矩也為零，該物體或系統速度亦為零，則該物體或系統即稱為靜力平衡或靜態平衡（Static equilibrium）。換句話說，若一物體處於靜力平衡，則物體靜止不動。
{\displaystyle \sum F=0}
{\displaystyle \sum M=0}

## 例子

### 二力平衡
若兩力互相平行且方向不同也作用於同一直線上時，若该两力的大小相等，二力會達到靜力平衡。

### 三力平衡
若三共面且不平行的力延長線交於一點，且可構成一封閉三角形，則三力達靜力平衡。